# In Your Eyes (film, 2014)
In Your Eyes je americký fantastický romantický film z roku 2014 režiséra Brina Hilla. Scénář snímku napsal Joss Whedon, jehož studio Bellwether Pictures film rovněž produkovalo. Příběh pojednává o Dylanovi a Rebecce, dvou mladých lidech žijících na opačných stranách USA, kteří jsou schopni vnímat a pociťovat to, co vnímá a cítí ten druhý, díky čemuž se navzájem sblíží.

## Příběh
Malá Rebecca sáňkuje v New Hampshiru, zatímco na druhé straně Spojených států, v Novém Mexiku, sedí malý Dylan Kershaw ve školní třídě se svými spolužáky a kamarády. Dylan náhle pocítí vjemy i emoce, které právě vnímá Rebecca. Dívka však narazí na saních do stromu a upadne do bezvědomí. V tomto stavu se ocitne i Dylan, který spadne z lavice bez jakýchkoliv vnějších podnětů na zem.
O dvacet let později je Rebecca vdaná za úspěšného doktora Phillipa Portera žijícího v newhampshirském Exeteru. Naopak Dylana, který bydlí v karavanu, právě propustili z vězení, kde seděl kvůli krádežím. Jednoho večera navštíví Becky se svým mužem večírek svých přátel. Dylan v téže době mezitím vysedává v místním baru a snaží se nezaplést se do jakýchkoliv problémů. Jeho protihráč poolu ho ale udeří do zad kulečníkovým tágem. Rána má za následek i náhlý Rebečin pád na podlahu, který neumí ostatním návštěvníkům večírku vysvětlit. Její manžel je proto na ni za nevhodné chování naštvaný.
Následujícího dne se propojení Dylana a Rebeccy znovu obnoví. Tentokrát postupně zjišťují, že se jim to nezdá, že nehalucinují, že „na druhé straně“ je skutečná osoba. Rovněž objeví, že jejich paranormální schopnost jim umožňuje slyšet se navzájem, když mluví nahlas, vidět očima toho druhého a také cítit svoje pocity. Později večer si začnou spolu povídat a navzájem se poznávat. Toto praktikují i v následujících dnech, kdy se rovněž baví o svých, do té doby nevysvětlitelných zážitcích z dětství a svých snech. Nakonec uskuteční poslední krok: představí se navzájem tím, že si stoupnou před zrcadla.
Díky společně prožitým událostem během dalších týdnů (Rebečina benefiční akce, Dylanovo rande, Dylanovo vyhození z práce) se postupně oba sbližují. Becky si uvědomí, že jsou oba do sebe navzájem zamilovaní, a kvůli tomu náhle přeruší vzájemnou komunikaci, protože by se dalšími spojeními pouze trápili. Dylan však později pocítí, že Becky má nějaké potíže. Proto poruší svoje podmínečné propuštění a nastoupí do letadla směřujícího do New Hampshiru, aby zachránil Rebeccu z psychiatrické léčebny, kam ji nechal kvůli jejímu divnému chování a podezření z nevěry umístit její vlivný manžel.
Po přistání ukradne Dylan auto a zatímco míří směrem k léčebně, pomáhá přes sdílené vjemy Rebecce utéct ze zařízení. Dívka v léčebně narazí na svého muže, kterého udeří a uteče do zasněženého lesa pronásledovaná nemocničními zřízenci. Dylan mezitím absolvuje honičku s policejními auty. Příslušníkům však dokáže uniknout a rovněž zamíří do lesa k železniční trati, kam mířila i Becky. Oba naskočí do prázdného vagónu právě projíždějícího nákladního vlaku, kde se konečně setkají tváří v tvář.

## Obsazení
- Zoe Kazan jako Rebecca Porter
- Michael Stahl-David jako Dylan Kershaw
- Mark Feuerstein jako Phillip Porter
- Steve Howey jako Bo Soames
- Jennifer Grey jako Diane
- Reed Birney jako doktor Maynard
- Richard Riehle jako pan Padgham
- David Gallagher jako Lyle Soames
- Cress Williams jako Jake
- Nikki Reed jako Donna
- Steve Harris jako Giddons

Postavu Rebeccy Porter měla původně hrát Abigail Spencer, která však byla zaneprázdněna přípravou pro svůj film Wrong Number, takže ji v hlavní roli nahradila Zoe Kazan.

## Produkce
Původní scénář napsal Joss Whedon, který u snímku působil také jako výkonný producent, již na začátku 90. let 20. století a od té doby jej několikrát upravoval a přepisoval. Film vznikl nakonec v jeho produkční společnosti Bellwether Pictures, kterou založil se svou manželkou Kai Cole (rovněž producentkou In Your Eyes) pro výrobu nezávislých nízkorozpočtových snímků.
Štáb chtěl mít autentické exteriérové záběry a také potřeboval sníh. Z původní lokace v Connecticutu (který byl rovněž v originální verzi scénáře) se tedy kvůli nedostatku sněhu musel přesunout. Vystřídal několik okolních států a nakonec skončil v New Hampshiru, jenž se nově dostal i do scénáře. Natáčení filmu bylo zahájeno ve druhé polovině února 2012 a probíhalo v Exeteru, Manchesteru, Hooksettu, Bedfordu, Windhamu, Claremontu a Amherstu do 8. března 2012. Poté se štáb přesunul do Los Angeles, kde začalo filmování druhé části snímku. Právě Kalifornie nahradila z rozpočtových důvodů Nové Mexiko, kde se odehrává polovina děje. Nicméně i přesto byly v novomexické poušti pořízeny některé záběry. Režisér Brin Hill natáčel snímek na digitální kameru Arri Alexa, se kterou byl spokojen pro její univerzálnost.
Hudbu pro In Your Eyes složil Tony Morales, natočena byla v Emoto Studios v roce 2013. Spolupracoval především s Hillem, nicméně i Joss Whedon nastínil svoji představu hudby, se kterou mohl skladatel dále pracovat. Morales využíval smyčcové nástroje, klavír i různé verze elektronické hudby. Sám Whedon také napsal skladbu „Crumblin'“, jednu z písní, které ve filmu zazní. Dne 10. června 2014 byly vydány na internetu dva druhy soundtracků. Album s názvem In Your Eyes (Original Motion Picture Score) obsahuje scénickou hudbu, oproti tomu se na albu In Your Eyes (Original Motion Picture Soundtrack) nachází písně z filmu od různých interpretů.

## Vydání
Snímek In Your Eyes měl světovou premiéru 20. dubna 2014 na filmovém festivalu v Tribece. Film nebyl uveden do klasické kinodistribuce, místo toho autoři zvolili netradiční metodu okamžitého vydání snímku na internetu na službě Vimeo On Demand, což festivalovému publiku sdělil scenárista a producent Joss Whedon v předtočeném vzkazu. Podle režiséra Brina Hilla byl tento způsob distribuce nepříliš známým teritoriem, které však stálo za to vyzkoušet. Na DVD byl film vydán 10. února 2015.

## Přijetí
Snímek se od kritiků dočkal převážně pozitivních reakcí. Server Rotten Tomatoes udělil filmu na základě 16 recenzí (z toho 10 kladných) hodnocení 63 %.
Filmový kritik Kurt Loder ze serveru Reason ocenil režiséra za vytvoření „zářivého filmu podle Whedonova geniálního příběhu“. Snímek pochválil i Mark Adams (ScreenDaily), podle kterého má „perfektní vyvážení humoru a něhy se špetkou nebezpečí a dokonce i melodramatu“. Johnu DeForeovi z The Hollywood Reporter se líbila schopnost režiséra Hilla vyobrazit „narůstající intimnost páru“, nicméně také cítil, že „síly, které oba protagonisty zadržují od jejich naplnění“, postrádají vývoj. Pro Erica Kohna ze serveru Indiewire film In Your Eyes „úspěšně nabízí odlehčenou alternativu k Whedonovým větším projektům. Snímek je jednoduchý, ale v rámci těchto svých mezí pořád chytrý a zábavný.“ Deník The Guardian udělil filmu dvě z pěti hvězdiček a označil jej za „romanticko-komediální verzi Osvícení“. Rovněž Peter Debruge z magazínu Variety nebyl příliš spokojený a uvedl, že použitá „premisa nikdy skutečně nepřeroste v něco většího, než jen sentimentální teenagerovskou fantazii“.